# Häsjön
Häsjön är en sjö i Ljungby kommun i Småland och ingår i Helge ås huvudavrinningsområde. Sjön har en area på 0,0947 kvadratkilometer och ligger 152,2 meter över havet. Sjön avvattnas av vattendraget Helge å.

## Delavrinningsområde
Häsjön ingår i det delavrinningsområde (630151-140160) som SMHI kallar för Inloppet i Ryssbysjön. Medelhöjden är 159 meter över havet och ytan är 17,36 kvadratkilometer. Räknas de 3 avrinningsområdena uppströms in blir den ackumulerade arean 102,87 kvadratkilometer. Helge å som avvattnar avrinningsområdet har biflödesordning 2, vilket innebär att vattnet flödar genom totalt 2 vattendrag innan det når havet efter 163 kilometer. Avrinningsområdet består mestadels av skog (83 procent). Avrinningsområdet har 1,31 kvadratkilometer vattenytor vilket ger det en sjöprocent på 7,6 procent.